# Сидоркин, Михаил Николаевич
Михаил Николаевич Сидо́ркин (1910—1980) — советский актёр, заслуженный артист РСФСР (1946).

## Биография
Михаил Николаевич Сидоркин родился 4 февраля 1910 года в Подольске.
Был учеником музыканта и педагога Николая Николаевича Гарновского. Окончил училище при Театре имени Е. Б. Вахтангова.
В 1927—1949 годах — артист, а затем и режиссёр МАДТ имени Е. Б. Вахтангова. Играл в спектаклях «Человек с ружьём» Н. Ф. Погодина, «Егор Булычёв и другие» М. Горького, «Много шума из ничего» У. Шекспира и др.
С 1949 года — актёр и режиссёр Театра имени Моссовета. Поставил на сцене этого театра спектакль «Трое» по М. Горькому (1956)
В 1963—1965 годах — художественный руководитель театра «Ромэн». 
Был женат на племяннице К. С. Станиславского — актрисе Алле Васильевне Севастьяновой (1903—1994). Вместе с ней выпустил книгу воспоминаний «Пути и перепутья» (издательство ВТО, 1982).
Заслуженный артист РСФСР (16.12.1946).
Ушёл из жизни 1 апреля 1980 года на 71-м году жизни в Москве. Похоронен на Введенском кладбище (13 уч.).

## Фильмография
- 1931 — Рядом с нами — Серёжа
- 1934 — Весенние дни — студент
- 1938 — Болотные солдаты — штурмовик
- 1940 — Закон жизни — Власыч
- 1941 — Боксёры — Волин
- 1941 — Парень из тайги — дирижёр
- 1941 — Первая конная — Север
- 1943 — Лермонтов — Дантес
- 1944 — Поединок — Леонтьев Борис Николаевич
- 1946 — Клятва — член правительства
- 1947 — Весна — Виктор Семёнович Рощин
- 1947 — Сказание о земле Сибирской — Сергей Томакуров
- 1949 — Падение Берлина — генерал Штеменко
- 1957 — Коммунист
- 1960 — Воскресение — адвокат Фонарин
- 1964 — Космический сплав — Денисов
- 1966 — Два года над пропастью — Яков Сидорович Лантух
- 1966 — Следствие продолжается — Владимир Андреевич Яценко
- 1967 — Анна Каренина — гость Облонского
- 1968 — Ошибка Оноре де Бальзака — Шерстиневич
- 1968 — Щит и меч — Геринг
- 1969 — Князь Игорь — Скула
- 1970 — Взрыв замедленного действия — эпизод
- 1970 — Семья Коцюбинских
- 1973 — Дума о Ковпаке — Ефремыч
- 1975 — Бегство мистера Мак-Кинли — Шеф